# Heinz Imboden
Heinz Imboden (Bleienbach, cantó de Berna, 4 de gener de 1962) va ser un ciclista suís, que fou professional entre 1985 i 1996.

## Palmarès
- 1984
  - 1r al Circuit de les Ardenes
- 1986
  - 1r al Gran Premi Guillem Tell i vencedor d'una etapa
- 1989
  - 1r al Gran Premi de Brissago
- 1990
  - Vencedor d'una etapa del Gran Premi Guillem Tell
- 1991
  - Vencedor de 2 etapes de la Volta a Suïssa
- 1994
  - Vencedor d'una etapa de la Volta a Suïssa
- 1995
  - 1r al Giro del Trentino i vencedor d'una etapa

### Resultats al Tour de França
- 1987. Abandona (22a etapa)
- 1989. Abandona (10a etapa)
- 1996. Abandona (6a etapa)

### Resultats al Giro d'Itàlia
- 1985. 70è de la classificació general
- 1986. 61è de la classificació general
- 1993. 17è de la classificació general
- 1994. Abandona
- 1995. 8è de la classificació general
- 1996. 50è de la classificació general